# Kamasutra (manga)
Kama Sutra es un manga de temática hentai, yuri y yaoi o de aventuras creado por Gō Nagai y Kunio Nagatani y publicado por Tokuma Shoten en 1990. Consta de cuatro volúmenes tipo Tankōbon.
Posteriormente, en 1992, fue adaptado a un OVA conocido por Kamasutra: The Ultimate Sex Adventure (究極のＳＥＸアドベンチャー カーマスートラ, Kyūkyoku no Sekkusu Adobenchā Kāmasūtora, La aventura sexual definitiva). El OVA fue distribuido en formato VHS en España.

## Historia
Yukari Tsuji hace un viaje para aprender el arte del Kama Sutra. Obtiene la ayuda de un profesor, y aprende, y también desea ser un guerrero fuerte. Su partenaire es una princesa que ha sido atrapada por un hombre malvado a la que rescata.
- Datos: Q2075324